# Tristan Versteven
Tristan Versteven (Mechelen, 10 juli 1975) is een Belgische acteur die gekend is van theater en film en televisie. Hij studeerde aan het Brusselse Conservatorium en het Rits.
In 2009 richtte hij samen met Brechtje Louwaard het theatergezelschap Het Banket op.

## Filmografie
- W817 (1999) - als gast housewarming
- Flikken (2000) - als Tom
- Wittekerke (2001) - als Marc
- W817 (2001) - als Luc
- Verschoten & Zoon (2002) - als Bjorn
- Droge voeding, kassa 4 (2003)
- De perfecte moord (2004) - als Gilles
- Witse (2004) - als Olivier Versweyveldt
- Aspe (2004) - als deurmanager
- Wittekerke (2005) - als dokter Buytaert
- Kinderen van Dewindt (2005) - als barman
- Rupel (2005) - als Sam Van Loock
- Aspe (2006) - als Jens
- Ex Drummer (2007) - als Dorian
- Spoed (2007) - als redacteur
- Flikken (2009) - als Anton Lukin
- Witse (2010) - als Sepp Allemeersch
- Mega Mindy (2011) - als Reddy
- Mega Mindy en de Snoepbaron (2011) - als Alexander De Kanselier
- Aspe (2011) - als Ruben Poppe
- Vermist (2012) - als Gust Tijsmans
- Familie (2012) - als Michiel De Ruyter
- Binnenstebuiten (2013) - als Nico
- Connie & Clyde (2013) - als Gerard
- De Ridder (2013) - als commissaris Luc De Man
- Aspe (2014) - als Tom Gebruers
- Vossenstreken (2015) - als Paul Lambrechts
- Professor T. (2016) - als commissaris Mus
- De Kotmadam (2016) - als Raf
- De Kroongetuigen (2017) - als speurder
- Dode hoek (2017) - als journalist
- Kafka (2017) - verschillende rollen
- Gevoel voor tumor (2018) - als Didier
- Connie & Clyde (2018) - als leerling van Pascal
- Familie (2018, 2020) - als Gino Maes
- De Kotmadam (2019) - als Jules
- Gina & Chantal (2019) - als Danny
- Auwch_ (2016-2017, 2019) - als foemp
- Black-out (2020) - als ingenieur
- 3Hz (2022) - als Bart Michielsen
- Knokke off (2023-2025) - als Paul
- Arcadia (2023) - als Henk Martijns
- Déjà Vu (2023) - als Glenn Debie
- Lisa (2023) - als Dirk Goossens
- Frakke & Jempie (2023) - als buurman
- Skunk (2023) - als schooldirecteur
- Milo (2024) - als inspecteur Stevens
- Young Hearts (2024) - als André